# Marjan Šijanec
Marjan Šijanec, slovenski skladatelj in dirigent * 2. april 1950, Maribor.
Na Akademiji za glasbo v Ljubljani je končal študij kompozicije leta 1978, podiplomsko se je med letoma 1984 in 1985 izpopolnjeval iz elektronske glasbe v Beogradu. 
Šijanec je povečini avtor elektroakustične, algoritemske, multimedijske in minimalistične glasbe. 